# Championnat du Mozambique de football 2021
Navigation
Saison 2019 Saison 2022
La saison 2021 du Championnat du Mozambique de football est la quarante-quatrième édition du championnat de première division au Mozambique. Les quatorze meilleurs clubs du pays sont regroupés au sein d'une poule unique où ils s'affrontent deux fois, à domicile et à l'extérieur. En fin de saison, les trois derniers sont relégués et remplacés par les trois vainqueurs des poules régionales de deuxième division.
Le CD Costa do Sol, champion en 2019, est le tenant du titre, l'édition 2020 ayant été annulée à cause de la pandémie de Covid-19.
Entre la 4e et 5e journée le championnat est interrompu pour trois mois en raison de la situation sanitaire.
Le promu Associação Black Bulls remporte le championnat en fin de saison et son premier titre de champion du Mozambique.
En fin de saison, les deux derniers du classement sont relégués, comme il n'y a pas de promotion le championnat de la prochaine saison passe à 12 équipes.

## Les clubs participants
- CD Costa do Sol
- Ferroviario de Nacala
- Clube Ferroviário de Maputo
- AD Vilankulo
- Clube Ferroviário de Nampula
- Incomati Xinavane
- Clube Ferroviário da Beira
- Desportivo de Maputo
- Liga Desportiva de Maputo
- Textáfrica do Chimoio
- União de Songo
- Associação Black Bulls - Promu de D2 (2019)
- CD Matchedje - Promu de D2 (2019)
- Ferroviario Lichinga - Promu de D2 (2019)

## Compétition

### Classement
Le barème utilisé pour établir le classement est le suivant :
- Victoire : 3 points
- Match nul : 1 point
- Défaite, forfait ou abandon : 0 point

| Rang | Équipe                       | Pts | J  | G  | N  | P  | Bp | Bc | Diff |
| ---- | ---------------------------- | --- | -- | -- | -- | -- | -- | -- | ---- |
| 1    | Associação Black Bulls P     | 58  | 26 | 17 | 7  | 2  | 46 | 16 | +30  |
| 2    | Clube Ferroviário da Beira   | 53  | 26 | 16 | 5  | 5  | 37 | 19 | +18  |
| 3    | União de Songo               | 46  | 26 | 12 | 10 | 4  | 34 | 24 | +10  |
| 4    | Ferroviario LichingaP        | 41  | 26 | 13 | 2  | 11 | 34 | 29 | +5   |
| 5    | CD Costa do Sol T            | 39  | 26 | 10 | 9  | 7  | 27 | 20 | +7   |
| 6    | AD Vilankulo                 | 38  | 26 | 10 | 8  | 8  | 32 | 27 | +5   |
| 7    | Clube Ferroviário de Maputo  | 37  | 26 | 9  | 10 | 7  | 25 | 17 | +8   |
| 8    | Liga Desportiva de Maputo    | 34  | 26 | 8  | 10 | 8  | 22 | 19 | +3   |
| 9    | Ferroviario de Nacala        | 32  | 26 | 8  | 8  | 10 | 24 | 31 | -7   |
| 10   | Clube Ferroviário de Nampula | 31  | 26 | 8  | 7  | 11 | 19 | 25 | -6   |
| 11   | Incomati Xinavane            | 28  | 26 | 7  | 7  | 12 | 22 | 29 | -7   |
| 12   | CD MatchedjeP                | 22  | 26 | 5  | 7  | 14 | 20 | 34 | -14  |
| 13   | Textáfrica do Chimoio        | 17  | 26 | 3  | 8  | 15 | 13 | 41 | -28  |
| 14   | Desportivo de Maputo         | 17  | 26 | 3  | 8  | 15 | 15 | 39 | -24  |

|  | Qualification pour la Ligue des champions de la CAF 2021-2022                                   |
|  | Qualification pour la Coupe de la confédération 2021-2022                                       |
|  | Qualifiés pour les barrages de maintien/relégation                                              |
|  | T : Tenant du titre C : Vainqueur de la Coupe du Mozambique P : Club promu de deuxième division |

- La prochaine saison le championnat passe à 12 équipes, comme il n'y a pas de promotion, les trois derniers jouent les barrages pour décider du club qui se maintiendra. Finalement Desportivo de Maputo et Textáfrica do Chimoio se désistent et seront relégués.
- Comme le championnat se termine après la date d'inscription aux compétitions continentales, c'est União de Songo vice-champion en 2019, qui représente le pays en Ligue des champions de la CAF.

## Bilan de la saison
| Championnat du Mozambique de football 2021                             |                                    |
| Champion                                                               | Associação Black Bulls (1er titre) |
| Coupes et trophées                                                     |                                    |
| Vainqueur de la Coupe du Mozambique 2021                               | annulée                            |
| Qualifications continentales                                           |                                    |
| Ligue des champions de la CAF 2021-2022                                | União de Songo                     |
| Ligue des champions de la CAF 2022-2023                                | Associação Black Bulls             |
| Promotions et relégations                                              |                                    |
| Promus en Moçambola                                                    | aucun                              |
| Relégués en Championnat du Mozambique de football de deuxième division | Textáfrica do Chimoio              |
| Relégués en Championnat du Mozambique de football de deuxième division | Grupo Desportivo de Maputo         |